# Anders Rapp
Bror Anders Edvin Rapp, född 1 mars 1927 i Åmål, död 27 december 1998 i Sankt Hans församling, Lund, var en svensk geograf. 
Efter studentexamen i Norrköping 1946 blev Rapp filosofie magister i Uppsala 1953 samt filosofie doktor och docent i naturgeografi i Uppsala 1961. Han blev amanuens i naturgeografi  i Uppsala 1953, extra universitetslektor 1958, var universitetslektor 1962–76, visiting assistant professor vid Pennsylvania State University 1965, research assistant vid Dar es-Salaams universitet 1968–70, biträdande föreståndare och sekreterare för Internationell ekologi vid Naturvetenskapliga forskningsrådet 1973–76 och professor i naturgeografi vid Lunds universitet från 1976. 
Rapp invaldes som ledamot av Kungliga Fysiografiska Sällskapet i Lund 1976, av Kungliga Vetenskapsakademien 1980 och av Det Norske Videnskaps-Akademi i Oslo 1984. Han var ordförande i Internationella geografiska unionens forskningskommission Field Experiments in Geomorphology 1976–80 och ordförande i Svenska nationalkommittén för geografi 1981–88. Han var redaktör för Geografiska Annaler A 1965–69 och för Svensk geografisk årsbok 1982–89. Han tilldelades Kirk Bryan Award 1962.